# Cf-Klimate

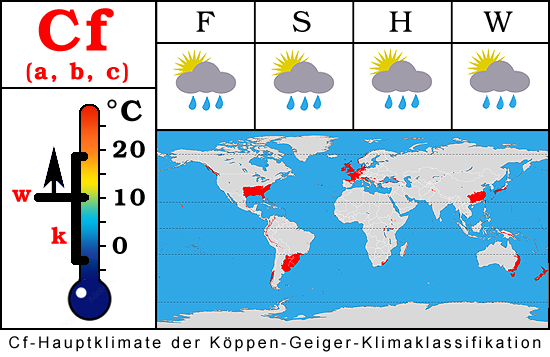
Wärmster Monat w > 10 °C
kältester Monat k zwischen 18 und −3 °C
ganzjährig feucht
Untertypen a, b, c

Die Cf-Klimate –  meist Feuchtgemäßigte Klimate, von Köppen auch „Feuchttemperierte Klimate“ genannt, in englischsprachigen Veröffentlichungen heute vorwiegend als Humid temperate climates (= Feuchtgemäßigte Klimate) bezeichnet – sind eines der elf Hauptklimate der effektiven Klimaklassifikation nach Köppen & Geiger (1918 bis 1961). Sie grenzen die drei zugehörigen Klimate Cfa, Cfb und Cfc nach festgelegten hygrischen und thermischen Grenzwerten ein und untergliedern die Klimaklasse C zusammen mit den Cs- und Cw-Klimaten. Cf-Klimate liegen in der kühlgemäßigten Zone sowie in den Sub- und Randtropen – fast ausschließlich in ozeanisch beeinflussten und daher feuchten Regionen.
Köppens Grenzwerte sind (trotz oder wegen der erheblichen Vereinfachungen im Vergleich mit anderen Systemen) bis heute weltweit die am häufigsten verwendeten Klimaschlüssel in klimageographischen Zusammenhängen.

## Bezeichnung und Klassifikation
Um Verwechslungen mit den Klimaten anderer Systeme oder den „klassischen“ Klimazonen zu vermeiden, empfahl bereits Köppen, vorrangig die kryptischen Bezeichnungen zu verwenden.
Die insgesamt 30 Klima-Untertypen dieses Systems sind durch jeweils zwei oder drei Buchstaben gekennzeichnet, die für bestimmte Wärme- und Wassermangelgrenzen für den Pflanzenwuchs stehen (Schwellenwerte und Andauerzeiten der Temperaturen und Niederschläge). Sie bilden die wesentlichsten klimatischen Ansprüche der großen Pflanzenformationen der Erde ab. Trotz einiger fachlicher Unzulänglichkeiten und etlicher „technischer“ Klimate, die keinen Bezug zu einer hauptsächlichen Vegetation haben (hier vor allem Cfb und Cfc sowie die gesamte Klimaklasse), hat sich die Klimakarte von Köppen & Geiger in der Klimageographie weltweit in etlichen (etwa digitalen) Überarbeitungen und Ableitungen etabliert.

### Alternative
Moderne Umsetzungen (vor allem in englischsprachigen Veröffentlichungen) orientieren sich zuweilen bei den Klimaklassen C und D mehr an den klassischen Klimazonen, sodass andere Kombinationen gruppiert werden. So werden etwa Cfa und Cwa als Feuchte Subtropenklimate sowie Cfb und Cfc als Maritime Westseitenklimate zusammengefasst.

## Grenzwerte
C = Der kälteste Monat hat eine Mitteltemperatur zwischen 18 °C und −3 °C, der wärmste Monat liegt über 10 °C. Die jährliche Niederschlagssumme liegt über der Trockengrenze der B-Klasse.
f = Fehlende Trockenzeit, alle Monate haben ausreichende Niederschlagsmengen; der trockenste Monat hat mindestens 30 mm Niederschlag.

, Datengrundlage: 1980–2016

## Cfa-Klima
Das Cfa-Klima – (Subtropisches) Ostseitenklima, von Köppen auch „Virginisches Klima“ genannt, englisch Humid subtropical climate (= Feucht subtropisches Klima) – grenzt im Wesentlichen die Klimate der subtropischen Lorbeerwälder ein.
a = Die Sommer sind heiß und schwül, der wärmste Monat liegt im Mittel über 22 °C.
Die Winter im Cfa-Klima sind relativ kühl, Frost kommt jedoch nur episodisch vor. Die Niederschläge fallen, bestimmt durch meeresfeuchten Passat, ganzjährig ohne Trockenzeit, aber vor allem im Sommer. Im Sommer bestimmen warme und feuchte Winde, die vom Meer kommen und in Asien als Monsun bezeichnet werden, das Klima. Im Winter wehen kühle und trockene Winde vom Kontinent her. Das Ostseitenklima wird oftmals als sehr angenehm beschrieben. Es bestimmt die Ökozone der immerfeuchten Subtropen.

### Ausprägung und Verbreitung
Die häufigsten Vegetationstypen sind feuchte Lorbeer- und andere subtropische Feuchtwälder (sowie meist feuergeprägte feuchte Grasländer als Ersatzklimax). Köppens Klimaschlüssel ist jedoch aufgrund der wenigen Parameter nur bedingt geeignet, die tatsächlichen Grenzen der Lorbeerwaldgebiete nachzubilden (siehe auch Vor- und Nachteile der Köppen-Klassifikation). So findet man ebenso große Bereiche feuchtwarmer sommergrüner Laub- oder Hartlaubwälder in diesem Klima.
Die größten Bereiche liegen im Südosten der USA, Südamerikas (Süd-Brasilien und Paraguay, ganz Uruguay, Nordost-Argentinien), sowie Ostasiens (China und Süd-Japan) und entlang der Ostküste Australiens. Kleinere Bereiche finden sich zudem fragmentarisch von Nord-Italien über den Balkan und entlang der Schwarzmeerküsten bis in die Kaukasusregion sowie in sehr schmalen Streifen an den Ostküsten Südafrikas und Madagaskars.

### Beispiele
- Atlanta, Georgia, Vereinigte Staaten[12]
- São Paulo, Südost-Brasilien[13]
- Venedig, Italien[14]
- Port St. Johns, Südafrika[15]
- Taipeh, Taiwan[16]
- Brisbane, Queensland, Australien[17]

### Vergleiche
Das „Subtropisch feuchte Klima“ Cf nach Trewartha wird ähnlich wie das Köppenklima bestimmt. Bei Troll & Paffen werden die „Ständig feuchten Graslandklimate“ IV.6 über die Anzahl der humiden Monate und die natürliche Vegetation, und die „Ständig feuchten sommerheißen Klimate“ IV.7 über das sommerliche Niederschlagsmaximum und die Vegetation definiert.

## Cfb-Klima
Das Cfb-Klima – (Gemäßigtes) Ozeanklima, von Köppen auch „Buchenklima“ genannt, englisch ebenso Temperate Oceanic Climate – grenzt die dauerfeuchteren Teile der Klimate der gemäßigten Laub- und Mischwälder ein (vergleiche Dwa-Klima).
b = Die vier wärmsten Monate liegen über dem 10 °C-Mittel, der wärmste Monat bleibt hingegen unter der 22 °C-Marke. Der kälteste Monat liegt im Mittel über dem Gefrierpunkt.

### Ausprägung und Verbreitung
Die vorherrschenden Vegetationstypen sind feuchte sommergrüne Laubwälder: In West- und Mitteleuropa Rotbuchenwälder (Fagus sylvatica) und auf der Südhalbkugel Scheinbuchenwälder (Nothofagus ssp.) in Form gemäßigter Regen- oder Bergwälder. Ausnahmen bilden die Nadelwälder an der Westküste Nordamerikas und die feuchten Hartlaub-Eukalyptuswälder in Ost-Australien. Köppens Klimaschlüssel ist trotz der wenigen Parameter relativ gut geeignet, die tatsächlichen Grenzen der feuchtgemäßigten Laubwaldgebiete nachzubilden (siehe auch Vor- und Nachteile der Köppen-Klassifikation).
Der größte Bereich sind die Laubwaldgebiete Nordwesteuropas: Von Nord-Spanien über die größten Teile Frankreichs, bis auf Teile Schottlands die gesamten Britischen Inseln, von Benelux über fast ganz Nordwestdeutschland und die Küsten Dänemarks sowie der Westhälfte Jütlands mit einer Fortsetzung in einem schmalen Streifen an der Westküste Norwegens bis zum Polarkreis – wo sich die nördlichste Region des Buchenklimas befindet. Während es ansonsten auf der Nordhalbkugel als Tieflandklima nur noch in einem schmalen Küstenstreifen an der Pazifikküste Nordamerikas etwa von der Olympic-Halbinsel bis Sitka in Alaska vorkommt, ist es auf der Südhalbkugel gut verteilt: Süd-Chile (mit Schwerpunkt in der Región de Los Lagos), an den Südküsten der Pampasregion (Schwerpunkt Argentinien), an der mittleren Südküste Südafrikas, in Australien in großen Teilen Victorias, im Südosten New South Wales´ und in fast ganz Tasmanien sowie außer im Inland der Südinsel in ganz Neuseeland bis hin zu North East Island als südlichstem Punkt auf der Erde. Erwähnenswert sind auch die Hochseeinseln Tristan da Cunha im Südatlantik.
Darüber hinaus kommt das Klima in etlichen Gebirgen der Subtropen und Tropen vor, Subtropische Cfb-Hochlandklimate liegen nach der hier abgebildeten modernen Kartenumsetzung in zwei jeweils ziemlich kleinen Regionen in den Blue Ridge Mountains (Tennessee/North Carolina) und an den Osthängen der taiwanesischen Berge sowie weiteren sehr kleinen Gebieten in Manali (Indien) und Süd-China. Wesentlich größere Regionen finden sich in der südlichen Mata Atlântica Brasiliens, in den Drakensbergen Südafrikas und der Great Dividing Range des australischen New South Wales´. Die naturgemäß deutlich höher gelegenen und daher lang-schmal geformten Cfb-Hochlandklimate der Tropen liegen etwa in den hawaiianischen Bergen, vor allem an den Ost- und Westhängen der kolumbianischen und ecuadorianischen sowie den Osthängen der peruanischen Anden, in den Gebirgen Ostafrikas (vor allem südliches Hochland von Abessinien, Ruwenzori-Gebirge und Mount-Kenya-Massiv), auf der Insel Réunion, in kleinen Gebieten der Gebirge des Malaiischen Archipels sowie recht deutlich ausgeprägt in der Zentral-Neuguinea-Kette.

### Beispiele
- Boone (North Carolina), USA[18]
- Temuco, Chile[19]
- Köln, Deutschland[20]
- George (Südafrika)[21]
- Melbourne, Victoria, Australien[22]
- Wellington, Neuseeland[23]

### Vergleiche
Das „Gemäßigte Meeresklima“ Do nach Trewartha wird über Wintertemperaturen und Jahresniederschläge bestimmt. Bei Troll & Paffen werden die „Hochozeanischen Klimate“ III.1 & „Ozeanischen Klimate“ III.2 über die Mitteltemperaturen des wärmsten und kältesten Monats, den jährlich maximalen Temperaturunterschied und die Vegetation definiert. Die Abgrenzung ist im Wesentlichen mit der Köppen-Klassifikation vergleichbar.

## Cfc-Klima
Das Cfc-Klima – Subpolares Ozeanklima oder Maritimes Westseitenklima nach Übersetzungen der englischen Bezeichnungen Subpolar oceanic climate und Marine west coast climate, von Köppen nicht benannt, – umfasst sowohl polare „wintermilde Tundrenklimate“ als auch Teile (kalt)gemäßigter Regenwaldklimate.
c = Ein bis drei Monate liegen über 10 °C. Seltener Klimatyp.
Hygrisch herrscht eine gleichmäßige Niederschlagsverteilung ohne signifikante Unterschiede zwischen den Jahreszeiten. Die Winter sind lang und mild mit relativ viel Schnee, die Sommer kühl und kurz, Temperaturextreme sind selten.

### Ausprägung und Verbreitung
Bei der Kombination der Parameter Cf mit c entsteht ein relativ theoretisches Köppen-Klima, das nicht eindeutig durch einen bestimmten Vegetationstyp repräsentiert wird (siehe auch Vor- und Nachteile der Köppen-Klassifikation). So findet man in den kältesten Bereichen tundraähnliche subpolare Wiesen, Strauchheiden oder Moore über sommergrüne, kälteverträgliche Laubwälder (Nordhalbkugel: Birken-, Südhalbkugel: Scheinbuchenwälder) bis hin zu gemäßigtem Regenwald in den wärmsten Regionen.
Das Cfc-Klima kommt überall nur in sehr kleinen Regionen vor. Es hat seine größte Verbreitung im Süden Chiles (Teile des Magellanischen Regenwaldes und der Scheinbuchen-Bergwälder). Darüber hinaus findet es sich auf der Südhalbkugel in kleinen Bereichen der Falklandinseln, Gebirgen im Inneren Tasmaniens, kleinen Bereichen in den australischen Alpen, sowie auf den Aucklandinseln und an Hanglagen der Südwestküste der Südinsel Neuseelands. Mit einigen hohen Bergregionen Neuguineas kommt das Cfc-Klima auch in den Tropen vor. Auf der Nordhalbkugel an den Südküsten der mittleren Inseln der Aleuten bis hin zu kleinen Hanglagen am Alaska Panhandle (USA) und größeren Teilen der kanadischen Inseln Graham und Vancouver, etliche Teile der Südküste Islands, die Färöer- und Shetlandinseln, große Teile der schottischen Highlands, einige fragmentierte Gebiete entlang der norwegischen Fjordküste und an Berghängen der Provinz Møre og Romsdal, Teile der Lofoten und Küstengebiete der Vesterålen sowie Teile von Tromsø als nördlichster Region. (Einige genannte Gebiete sind auf der abgebildeten Karte nicht sichtbar. Sie wurden mit dem Online-Tool MAPresso Climate ermittelt.)

### Beispiele
- Kodiak, Alaska, USA[28]
- Punta Arenas, Chile[29]
- Stanley (Falklandinseln)[30]
- Reykjavík, Island[31]
- Reine, Lofoten, Norwegen[32]
- Torfhaus im Harz, Niedersachsen, Deutschland[33]
- Musgrave Bay, Aucklandinseln, Neuseeland[34]

### Vergleiche
Trewarthas Modell weist keinen vergleichbaren Klimatyp aus. Bei Troll & Paffen umfasst Cfc Teile der (hoch)ozeanischen polaren, kalt- und kühlgemäßigten Klimate I.4, II.1 und III.1.